# Ghiacciaio Dennistoun
Il Ghiacciaio Dennistoun (in lingua inglese: Dennistoun Glacier) è un imponente ghiacciaio antartico, lungo 90 km, che drena le pendici settentrionali dei monti Black Prince, Royalist e Adam, nei  Monti dell'Ammiragliato, in Antartide.
Fluisce in direzione nord tra il Lyttelton Range e il Dunedin Range, per poi voltare a est attorno a quest'ultima catena fino a terminare in mare a sud di capo Scott.

## Storia
La parte terminale e costiera del ghiacciaio è stata mappata nel 1911-12 dal gruppo settentrionale guidato da Victor Campbell, della britannica Spedizione Terra Nova del 1910-13. Il ghiacciaio è stato mappato nella sua intera estensione dall' United States Geological Survey (USGS) sulla base di rilevazioni e foto aeree scattate dalla U.S. Navy nel periodo 1960-63.
La denominazione del ghiacciaio è stata assegnata in onore di James Robert Dennistoun, alpinista neozelandese che aveva la responsabilità dei muli a bordo della nave Terra Nova durante la rotta verso l'Antartide.
Talvolta questo ghiacciaio è stato erroneamente indicato come Ghiacciaio Fowlie, denominazione che invece si applica a un ghiacciaio suo tributario.